# Tom Holt
Tom Holt (* 13. September 1961 in London) ist ein britischer Fantasy-Autor. Er veröffentlicht auch Fantasy unter dem Pseudonym K. J. Parker.

## Leben
Sein erstes Buch veröffentlichte Holt im Alter von 13 Jahren: Poems by Tom Holt. Während seines Studiums in Oxford begann er, humoristische Fantasy zu schreiben, doch auch gut recherchierte  (aber nie ganz ernsthafte) historische Romane und eine satirische Biographie über Margaret Thatcher (I, Margaret) wurden von ihm veröffentlicht.
Unter der Regie von Jeffrey Walker entstand ab Juni 2021 der Film The Portable Door mit Christoph Waltz, Sam Neill, Patrick Gibson und Sophie Wilde basierend auf der Romanreihe von Tom Holt.
Tom Holt lebt mit seiner Frau und einer Tochter in Somerset.

## Werke

### Als Tom Holt

#### J. W. Wells & Co.
- The Portable Door, Orbit 2003, ISBN 1-84149-158-6
- In Your Dreams, Orbit 2004, ISBN 1-84149-159-4
- Earth, Air, Fire and Custard, Orbit 2005, ISBN 1-84149-281-7
- You Don't Have to Be Evil to Work Here, But It Helps, Orbit 2006, ISBN 1-84149-284-1
- The Better Mousetrap, Orbit 2008, ISBN 978-1-84149-503-3
- May Contain Traces of Magic, Orbit 2009, ISBN 978-1-84149-505-7

#### Einzelromane
- Lucia Triumphant 1986 [funny-history, Fortsetzung von E. F. Benson’s „Lucia“-Serie]
- Lucia in Wartime 1985 [funny-history, Fortsetzung von E. F. Benson’s „Lucia“-Serie]
- Expecting Someone Taller, Macmillan UK 1987, ISBN 0-333-44002-1
  - Wir haben Sie irgendwie größer erwartet, Heyne 1994, Übersetzer Kalla Wefel, ISBN 3-453-07271-5
- Who’s Afraid of Beowulf?, Macmillan UK 1988, ISBN 0-333-46004-9
  - Wer hat Angst vor Beowulf?, Heyne 1993, Übersetzer Kalla Wefel, ISBN 3-453-06586-7
- Goatsong: A Novel of Ancient Athens, Macmillan UK 1989, ISBN 0-333-51870-5
  - Der Ziegenchor, Heyne 1994, Übersetzer Kalla Wefel, ISBN 3-453-07793-8
- The Walled Orchard, Macmillan UK 1990, ISBN 0-333-54039-5
  - Der Garten hinter der Mauer, Heyne 1994, Übersetzer Kalla Wefel, ISBN 3-453-07800-4
- Flying Dutch, Orbit 1991, ISBN 0-356-20111-2
  - Der fliegende Holländer, Heyne 1993, Übersetzer Kalla Wefel, ISBN 3-453-07243-X
- Ye Gods!, Orbit 1992, ISBN 1-85723-016-7
  - Liebling der Götter, Heyne 1995, Übersetzer Kalla Wefel, ISBN 3-453-08002-5
- Overtime, Orbit 1993, ISBN 1-85723-126-0
  - Wenn die Zeit aber nun ein Loch hat..., Heyne 1995, Übersetzer Kalla Wefel, ISBN 3-453-08531-0
- Here Comes the Sun, Orbit 1993, ISBN 1-85723-125-2
  - Im Himmel ist die Hölle los, Heyne 1995, Übersetzer Kalla Wefel, ISBN 3-453-08540-X
- Grailblazers, Orbit 1994, ISBN 1-85723-192-9
  - Snottys Gral, Heyne 1996, Übersetzer Kalla Wefel, ISBN 3-453-10972-4
- Faust Among Equals, Orbit 1994, ISBN 1-85723-197-X
  - Faust und Konsorten, Heyne 1996, Übersetzer Kalla Wefel, ISBN 3-453-09487-5
- Odds & Gods, Orbit 1995, ISBN 1-85723-299-2
  - Auch Götter sind nur Menschen, Heyne 1997, Übersetzer Kalla Wefel, ISBN 3-453-11935-5
- Djinn Rummy, Orbit 1995, ISBN 1-85723-329-8
  - Flaschengeister, 1997 (auf Deutsch geplant, aber nie erschienen)
- My Hero, Orbit 1996, ISBN 1-85723-365-4
  - Mein Held, Heyne 2000, Übersetzer Michael Koseler, ISBN 3-453-14933-5
- Paint Your Dragon, Orbit 1996, ISBN 1-85723-433-2
  - Immer Ärger mit Georgie, Heyne 1998, Übersetzer Michael Koseler, ISBN 3-453-14030-3
- Open Sesame, Orbit 1997, ISBN 1-85723-476-6
  - Sesam öffne dich, 2001 (auf Deutsch geplant, aber nie erschienen)
- Wish You Were Here, Orbit 1998, ISBN 1-85723-555-X
- Only Human, Orbit 1999, ISBN 1-85723-693-9
- Alexander At The World’s End, Little, Brown UK 1999, ISBN 0-316-85058-6
- Snow White and The Seven Samurai, Orbit 1999, ISBN 1-85723-898-2
- Olympiad: An Historical Novel, Little, Brown UK 2000, ISBN 0-316-85390-9
- Valhalla, Orbit 2000, ISBN 1-85723-983-0
- Nothing But Blue Skies, Orbit 2001, ISBN 1-84149-040-7
- Falling Sideways, Orbit 2002, ISBN 1-84149-110-1
- Little People, Orbit 2002, ISBN 1-84149-116-0
- A song for Nero, Little, Brown UK 2003, ISBN 0-316-86113-8 (als Thomas Holt)
- Meadowland, Abacus 2005, ISBN 0-349-11741-1 (als Thomas Holt)
- Someone like me, Orbit 2002, ISBN 1-84149-446-1(Kurzgeschichte für die Reihe „Quick Reads“)
- Barking, Orbit 2007, ISBN 978-1-84149-285-8
- Blonde Bombshell, Orbit 2010, ISBN 978-1-84149-778-5
- Life, Liberty, and the Pursuit of Sausages, Orbit 2011, ISBN 978-0-316-08002-6
- The Management Style of the Supreme Beings, Orbit 2017, ISBN 978-0-316-27082-3
- An Orc on the Wild Side, Orbit 2019, ISBN 978-0-316-27085-4

#### Sonstiges
- Poems by Tom Holt (1974) (Gedichtsammlung)
- I, Margaret (1989) (satirische Biografie von Margaret Thatcher, mit Steve Nallon)
- Bitter lemmings (1997) (Songbook)
- Holt Who Goes There? (1998) (Sammlung von Artikeln und Kurzgeschichten)

#### Sammelbände
- Richards Blockbuster (Der fliegende Holländer, Wir haben Sie irgendwie größer erwartet)
- Tom Holt Omnibus 1 Dead Funny (Flying Dutch, Faust Among Equals) [englisch]
- Tom Holt Omnibus 2 Mightier Than The Sword (My Hero, Who’s Afraid of Beowulf?) [englisch]
- Tom Holt Omnibus 3 Divine Comedies (Here Comes The Sun, Ye Gods!) [englisch]
- Tom Holt Omnibus 4 For Two Nights Only (Overtime, Grailblazers) [englisch]
- Tom Holt Omnibus 5 Tall Stories (Expecting Someone Taller, Ye Gods!) [englisch]
- Tom Holt Omnibus 6 Saints and Sinners (Paint Your Dragon, Open Sesame) [englisch]
- Tom Holt Omnibus 7 Fishy Wishes (Wish You Were Here, Djinn Rummy) [englisch]
- Tom Holt Omnibus (Only Human, The Portable Door) [englisch]
- Expecting Beowulf (Expecting Someone Taller, Who’s Afraid of Beowulf? + Kurzbiografie des Autors) [englisch]

### Als K. J. Parker

#### Die Farben des Stahls (Fencer)
- Colours in the Steel, Orbit 1998, ISBN 1-85723-557-6
  - Stadt der Schwerter, Knaur 1999, Übersetzer Andreas Decker, ISBN 3-426-70130-8
- The Belly of the Bow, Orbit 1999, ISBN 1-85723-756-0
  - Die Bogenmeister, Knaur 2000, Übersetzer Andreas Decker, ISBN 3-426-70131-6
- The Proof House, Orbit 2000, ISBN 1-85723-966-0
  - Die Steppenreiter, Knaur 2000, Übersetzer Andreas Decker, ISBN 3-426-70132-4

#### Der Kreis der Krähen (Scavenger)
- Shadow, Orbit 2001, ISBN 1-84149-019-9
  - Schattenjagd, Bastei Lübbe 2004, Übersetzerin Edda Petri, ISBN 3-404-20482-4
- Pattern, Orbit 2002, ISBN 1-84149-107-1
  - Traumsplitter, Bastei Lübbe 2004, Übersetzerin Edda Petri, ISBN 3-404-20488-3
- Memory, Orbit 2003, ISBN 1-84149-171-3
  - Inkubus, Bastei Lübbe 2004, Übersetzer Dietmar Schmidt, ISBN 3-404-20526-X

#### Siege
- Sixteen Ways to Defend a Walled City, Orbit 2019, ISBN 978-0-316-27079-3
- How to Rule an Empire and Get Away with It, Orbit 2020, ISBN 978-0-316-49867-8
- A Practical Guide to Conquering the World, Orbit 2021, ISBN 978-0-356-51439-0

#### Engineer
- Devices and Desires (2005)
- Evil for Evil (2006)
- The Escapement (2007)

#### Weitere Romane
- The Company, Orbit 2008, ISBN 978-1-84149-509-5
- Purple and Black, Subterranean Press 2009, ISBN 978-1-59606-241-2
  - Purpur und Schwarz, Golkonda 2011, Übersetzer Jakob Schmidt, ISBN 978-3-942396-14-1
- The Folding Knife, Orbit 2010, ISBN 978-1-84149-511-8
- The Hammer, Orbit 2011, ISBN 978-0-316-03856-0
- Sharps, Orbit 2012, ISBN 978-1-84149-926-0
- The Two of Swords, Orbit 2015 (Feuilletonroman)
- Savages, Subterranean Press 2015, ISBN 978-1-59606-759-2

## Auszeichnungen
- 2012 World Fantasy Award als „K. J. Parker“ für A Small Price to Pay for Birdsong als bester Roman
- 2013 World Fantasy Award als „K. J. Parker“ für Let Maps to Others als bester Kurzroman